# Bảo Thạnh
Bảo Thạnh là một xã thuộc tỉnh Vĩnh Long, Việt Nam.

## Địa lý
Xã Bảo Thạnh có vị trí địa lý:
- Phía đông giáp xã Thới Thuận và biển Đông.
- Phía tây giáp xã Ba Tri và Tân Xuân.
- Phía nam giáp xã Tân Thủy.
- Phía bắc giáp xã Thạnh Phước, ranh giới là sông Ba Lai.

Xã Bảo Thạnh có diện tích 62,28 km², dân số năm 2025 là 25.225 người, mật độ dân số đạt 405 người/km².

## Lịch sử
Ngày 16 tháng 6 năm 2025, Ủy ban Thường vụ Quốc hội ban hành Nghị quyết số 1687/NQ-UBTVQH15 về việc sắp xếp các đơn vị hành chính cấp xã của tỉnh Vĩnh Long năm 2025. Theo đó, sắp xếp toàn bộ diện tích tự nhiên, quy mô dân số của xã Bảo Thạnh và Bảo Thuận thành xã mới có tên gọi là xã Bảo Thạnh.
Sau khi sáp nhập, xã Bảo Thạnh có 62,28 km² diện tích tự nhiên và dân số 25.225 người.